# Dicranomyia aperta
Dicranomyia aperta är en tvåvingeart som beskrevs av Einar Wahlgren 1904. Dicranomyia aperta ingår i släktet Dicranomyia och familjen småharkrankar. Enligt den finländska rödlistan är arten nära hotad i Finland. Arten är reproducerande i Sverige. Artens livsmiljö är rikkärr. Inga underarter finns listade i Catalogue of Life.